# 개박하속
개박하속(Nepeta)은 개박하아과에 속하는 속씨식물의 하나이다. 속명은 고대 에트루리아 도시 네페테에서 유래했다고 한다. 약 250종이 있다.
유럽, 아시아, 아프리카가 원산지이며, 북아메리카에도 번식하였다.
일부 개박하속 종에 포함된 네페탈락톤은 고양이의 후각 수용체에 결합하며, 일반적으로 일시적인 행복감을 유발한다.